# Alpska psihadelija
Alpska psihadelija je četrti studijski album slovenskega indie rock glasbenika Samuela Bluesa, izdan 14. februarja 2018 na avtorjevi Bandcamp strani in na njegovem YouTube kanalu. Je njegov prvi album, na katerem so besedila v slovenskem jeziku.

## Kritični odziv
Za Rockline je Aleš Podbrežnik komentiral: "Samuel Blues je v svojem burkaškem sarkazmu sicer dramatičen, prej blagi pesimist, ki tavanja v višavjih brezbrižnega vsakdana ne pozna. Zanj velja kruta prizemljenost, je realist, ki te strese. Čeprav je vselej pripravljen za dobro šalo, je v tej šali hkrati tudi mnogokrat vtkano spoznanje grenke bridkosti bivanja v sedanjosti, bivanja med gričevji Alp."
Na Radiu Študent je bil album uvrščen na 20. mesto na seznam Naj tolpe bumov 2018, seznam najboljših slovenskih albumov leta.

### Priznanja
| objava        | uvrstitev | seznam               |
| ------------- | --------- | -------------------- |
| Radio Študent | 20.       | Naj tolpe bumov 2018 |

## Seznam pesmi
Vse pesmi je napisal Samuel Blues.
| Št.             | Naslov           | Dolžina |
| --------------- | ---------------- | ------- |
| 1.              | „G.B.T.O.‟       | 3:40    |
| 2.              | „Stara mama‟     | 3:07    |
| 3.              | „Kruh pašteta‟   | 2:51    |
| 4.              | „Slovani‟        | 3:13    |
| 5.              | „Zelen tobak‟    | 2:58    |
| 6.              | „Nož‟            | 2:57    |
| 7.              | „Dolar Kramp‟    | 2:22    |
| 8.              | „Pralnca‟        | 2:56    |
| 9.              | „Lepo se mej‟    | 2:33    |
| 10.             | „Ventilator‟     | 2:57    |
| 11.             | „Prašičev vampe‟ | 0:20    |
| 12.             | „Hribi‟          | 2:25    |
| Skupna dolžina: | Skupna dolžina:  | 32:28   |